# The Haunting of Morella
The Haunting of Morella è un film statunitense del 1990 diretto da Jim Wynorski. Basato su un racconto di Edgar Allan Poe, è un film horror su una strega condannata a morte che ritorna in vita dopo 17 anni per utilizzare il corpo della figlia.

## Produzione
Il film fu prodotto dalla Concorde-New Horizons di Roger Corman e diretto da Jim Wynorski da settembre 1989 con un budget stimato in 1.547.867 dollari. Wynorski è anche autore della sceneggiatura insieme a R.J. Robertson.

## Distribuzione
Il film fu distribuito dalla Concorde Pictures e dalla New Horizons (per l'home video), due società di Roger Corman. Alcune delle uscite internazionali sono state:
- 9 febbraio 1990 negli Stati Uniti (The Haunting of Morella)
- in Venezuela (El hechizo de Morella)